# 長島純
長島 純（ながしま じゅん、1960年（昭和35年）9月30日 - ）は、日本の航空自衛官、外交官。階級は空将。自衛官出身者としては大塚海夫に続く2人目の特命全権大使として2023年（令和5年）9月よりブルキナファソ国駐箚。

## 略歴
東京都出身。1979年麻布高等学校卒業。1985年防衛大学校国際関係学科（本科第29期）卒業。筑波大学大学院修士課程、NATO国防大学将官・大使課程修了。
主な職歴はベルギー防衛駐在官、航空幕僚監部防衛課防衛調整官、同装備体系課長、統幕首席後方補給官、情報本部情報官。軍備管理・軍縮論の専門家でもある。
2013年8月22日付で航空幕僚監部防衛部長を経て内閣官房の安全保障・危機管理担当内閣審議官として出向（内閣事務官兼空将補）。2014年1月より、兼国家安全保障局担当内閣官房副長官補付内閣審議官。
2015年8月、内閣官房出向を終了し航空教育集団司令部幕僚長へ異動。2016年12月、空将に昇任、航空自衛隊幹部学校長。2019年8月23日、退官。

## 年譜
- 1979年（昭和54年）3月：麻布高等学校卒業
- 1985年（昭和60年）3月：防衛大学校国際関係学科卒業（第29期）、航空自衛隊入隊（幹候75期）
- 1994年（平成6年） ：神谷不二賞受賞（「弾道ミサイルの拡散問題と東アジアの安全保障」）[3]
- 1999年（平成11年）7月：2等空佐に昇任
- 2001年（平成13年）9月：航空中央業務隊付
- 2004年（平成16年）
  - 1月：1等空佐に昇任
  - 6月：外務省在ベルギー日本国大使館一等書記官兼防衛駐在官（NATO、EU連絡官）
- 2006年（平成18年）1月：外務省在ベルギー日本国大使館参事官兼防衛駐在官（NATO、EU連絡官）
- 2007年（平成19年）7月：航空幕僚監部防衛部防衛課防衛調整官
- 2008年（平成20年）12月1日：航空幕僚監部防衛部装備体系課長[8]
- 2010年（平成22年）7月26日：空将補に昇任、統合幕僚監部首席後方補給官[9]
- 2011年（平成23年）12月1日：情報本部情報官[10]
- 2013年（平成25年）：NATO国防大学（英語版）将官・大使課程[3]
  - 8月22日：航空幕僚監部防衛部長を経て内閣官房へ出向、内閣事務官 兼空将補[11]（内閣官房内閣審議官（内閣官房副長官補付））[12]
- 2014年（平成26年）1月7日：国家安全保障局併任[13]
- 2015年（平成27年）：アジア太平洋安全保障研究センター多国間安全保障協力課程[3]
  - 4月10日：内閣官房内閣審議官（国家安全保障局）内閣官房副長官補付併任[14]
  - 8月4日：防衛省に出向[15]、空将補に任命、航空教育集団司令部幕僚長[16]
- 2016年（平成28年）12月22日：空将に昇任。航空自衛隊幹部学校長 兼目黒基地司令[17]
- 2019年（令和元年）
  - 8月23日：退官[18]
  - 12月：住友商事顧問[19]
- 2021年（令和3年）10月：防衛大学校総合安全保障研究科非常勤講師[20]
- 2022年（令和4年）：日本宇宙安全保障研究所理事[3]
  - 9月：NSBT（日本安全保障ビジネス＆テクノロジーズ）シニア・ストラテジスト[20]
- 2023年（令和5年）9月27日：駐ブルキナファソ特命全権大使[4]